# 赵婉嫔
趙婉嬪（？—1557年），亦稱作趙宛嬪，名失考，明朝明世宗朱厚熜之嬪。

## 生平
趙氏的出生及入宮時間均無考。《明世宗肅皇帝實錄》並沒有冊封趙氏為婉嬪 （亦寫作宛嬪）的記載。嘉靖三十六年（1557年）六月初三日，婉嬪趙氏薨逝，喪禮依照常嬪黃氏之例舉行。有學者推測趙氏生前可能是未封嬪。根據《太常續考》的記載，趙宛嬪與耿平妃、吳定妃、李順妃、王懷妃、張安妃、黃御嬪、王懷嬪、馬常嬪於金山合葬同一墓，葬地位於西山紅石口。